# 알투마마 스타디움
알투마마 경기장(아랍어: ملعب الثمامة Malʿab ath-Thumāma)은 카타르 도하에 있는 축구전용구장으로, 2022년 FIFA 월드컵을 앞두고 신설했다. 대한민국 건축 기업인 희림건축에서 설계를 맡아 많은 관심을 받았다. 알투마마 경기장은 카타르 도하 중심에서 12km 남쪽에 있는 지상 5층~지하 1층, 약 4만 석 규모의 경기장이다. 카타르의 문화적 특색을 담아낸 혁신적인 디자인으로 완성도가 높다는 평가를 받고 있다.